# Galeries comercials

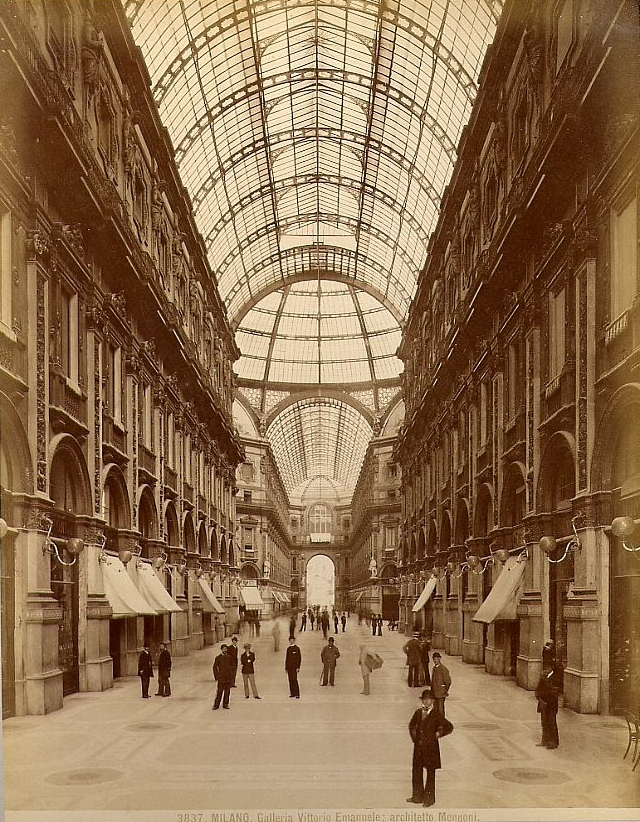
Les galeries Víctor Manuel II, a Milà, cap al 1880, pocs anys després d'haver-se inaugurat

Unes galeries comercials (o, simplement, galeries) són uns carrers o places completament coberts i que només es troben oberts al trànsit de vianants, on s'apleguen diversos establiments comercials i d'hostaleria.
Les galeries comercials són diferents del simple mercat cobert, que es limita a oferir sota un sostre una gamma de productes habitual en un mercat a l'aire lliure.
L'expansió de les galeries comercials clàssiques coincideix amb la Belle Époque. Hi ha molts exemples d'aquesta generació de galeries en diverses grans ciutats europees, especialment a Itàlia, i unes de les més famoses en són les Galeries Víctor Manuel II de la plaça del Duomo de Milà, que tenen el mèrit d'haver introduït el terme «galeria» (en italià galleria).
Una segona època d'apogeu de les galeries comercials va lligada al naixement dels grans centres comercials, dels quals les galeries comercials en són un element precursor fonamental.